# Philadelphia Quakers
Philadelphia Quakers je bil profesionalni hokejski klub iz Filadelfije. Deloval je v ligi NHL v sezoni 1930/31. Domača dvorana kluba je bila dvorana Philadelphia Arena. Klub je bil naslednik NHL kluba Pittsburgh Pirates.

## Zgodovina
Moštvo Pittsburgh Pirates, tretje ameriško moštvo v ligi NHL, je obetavno začelo svoje igre v ligi NHL in se v dveh od svojih prvih treh sezon prebilo v končnico Stanleyjevega pokala. Moštvo pa je kmalu padlo na trdna tla, tako na ledu kot na blagajni za vstopnice. Tudi prodaja kluba novemu lastniku, tihotapcu z alkoholnimi pijačami Billu Dwyerju, ni prinesla izboljšanja. Medtem ko se je delničarski trg leta 1929 sesul, situacija pa se je še stopnjevala z veliko depresijo, so se lastniki znašli v položaju, ko so bili primorani prodati vse svoje zvezdnike. Do konca sezone 1929/30 je klub zabeležil že 400.000 dolarjev dolgov, njihova dvorana Duquesne Gardens pa ni več zadostovala kriterijem lige NHL. Promotor boksa Benny Leonard, Dwyerjev prvi mož, je tedaj zaprosil za dovoljenje za preselitev kluba v Filadelfijo, kjer bi se po novem imenoval Quakers, po zgodovinsko pomembni verski skupnosti Quaker. Sprva so načrtovali, da bodo klub v Filadelfijo preselili le začasno, dokler ne zgradijo nove dvorane v Pittsburghu. 
Stanje v Filadelfiji ni bilo nič boljše, saj se finančna bremena niso zmanjšala, moštvo pa je na ledu delovalo povsem jalovo. Šele po treh tekmah je moštvo prvič zadelo, po šestih pa prišlo do svoje prve zmage, 30. novembra proti moštvu Toronto Maple Leafs z 2-1. Moštvo je sezono zaključilo z grozovitimi 4 zmagami, 4 remiji in 36 porazi. Njihov odstotek uspešnosti je bil le .136, najnižji v zgodovini lige vse do sezone 1974/75, ko je moštvo Washington Capitals zabeležilo še nižji odstotek, .131. Moštvo se je prav tako s 4 zmagami izenačilo z moštvom Quebec Bulldogs na lestvici moštev z najmanj zmagami v celotni NHL sezoni. Moštvo je imelo najslabši napad (le 76 doseženih zadetkov) in najslabšo obrambo (184 prejetih zadetkov) v ligi. Ob koncu sezone so v klubu sporočili, skupaj s klubom Ottawa Hockey Club, da ne bodo sodelovali v prihodnji sezoni lige NHL. S tem je mesto Filadelfija ostalo brez NHL kluba vse do sezone 1967/68, ko je začel v ligi sodelovati klub Philadelphia Flyers.
Medtem ko se je Ottawa vrnila in še dve sezoni nastopala v ligi NHL do selitve v St. Louis in preimenovanja kluba v St. Louis Eagles, pa Quakersi niso več postavili na noge nobenega hokejskega moštva. Na vsakem od uvodnih sestankov lige NHL v naslednjih petih letih so povedali, da bodo zaustavili delovanje kluba za tisto sezono, nato pa so se predali in 7. maja 1936 uradno dokončno preklicali klub, potem ko jim še ni uspelo zgraditi nove dvorane. Tista nova dvorana, Civic Arena (danes Mellon Arena), ni bila zgrajena vse do leta 1961, liga NHL pa se v Pittsburgh ni vrnila vse do leta 1967 in ustanovitve moštva Pittsburgh Penguins. 
Syd Howe se je kot zadnji od bivših igralcev Quakersov upokojil leta 1947. 

## Izidi
| Sezona  | OT | Z | P  | R | TOČ | GF | GA  | KM  | Uvrstitev              | Končnica       |
| 1930/31 | 44 | 4 | 36 | 4 | 12  | 76 | 184 | 477 | 5. v Ameriški diviziji | Zunaj končnice |

## Dobrodelna tekma
26. januarja 2007 je AHL moštvo Philadelphia Phantoms počastilo Quakerse med svojo domačo tekmo proti moštvu Wilkes-Barre/Scranton Penguins. Na tekmi so igralci nosili replike dresov, ki so jih nosili Quakersi v zgodnjih 30. letih. Po tekmi so drese prodali na dražbi, od katere so del dobička namenili dobrodelni organizaciji Phantoms Charities.